# Enigma (Musikprojekt)/Auszeichnungen für Musikverkäufe
Dieser Artikel ist eine Übersicht über die Auszeichnungen für Musikverkäufe des deutschen New-Age-Musikprojektes Enigma. Die Auszeichnungen finden sich zum einen nach ihrer Art (Gold, Platin usw.), nach Staaten getrennt in chronologischer Reihenfolge, geordnet sowie nach den Tonträgern selbst in alphabetischer Reihenfolge, getrennt nach Medium (Alben, Singles usw.), wieder.

## Auszeichnungen
| - Frankreich - 1991: für die Single Mea Culpa (Part II) - Vereinigtes Königreich - 1991: für die Single Sadeness (Part I) - 2018: für das Album Trilogy - Argentinien - 1991: für das Album MCMXC a.D. - 1996: für das Album The Cross of Changes - Australien - 1991: für die Single Sadeness (Part I) - 1996: für das Album Le roi est mort, vive le roi! - Belgien - 1996: für das Album The Cross of Changes - Brasilien - 2001: für das Album MCMXC a.D. - Dänemark - 1996: für das Album MCMXC a.D. - Deutschland - 1994: für die Single Return to Innocence - 1996: für das Album Le roi est mort, vive le roi! - 2000: für das Album The Screen Behind the Mirror - 2001: für das Album LSD – Love Sensuality Devotion: The Greatest Hits - Finnland - 1997: für das Album Le roi est mort, vive le roi! - Frankreich - 1990: für die Single Sadeness (Part I) - 1994: für das Album The Cross of Changes - 1996: für das Album Le roi est mort, vive le roi! - GCC - 2009: für das Album Seven Lives Many Faces - Hongkong - 1997: für das Album Le roi est mort, vive le roi! - Indien - 1996: für das Album The Cross of Changes - Israel - 1996: für das Album MCMXC a.D. - 1996: für das Album The Cross of Changes - Italien - 1996: für das Album The Cross of Changes - Japan - 1996: für das Album The Cross of Changes - Kanada - 2000: für das Album The Screen Behind the Mirror - 2002: für das Album LSD – Love Sensuality Devotion: The Greatest Hits - Mexiko - 1996: für das Album The Cross of Changes - Neuseeland - 1991: für die Single Sadeness (Part I) - 1994: für die Single Return to Innocence - 2001: für das Album LSD – Love Sensuality Devotion: The Greatest Hits - Niederlande - 1991: für die Single Sadeness (Part I) - 1994: für das Album The Cross of Changes - 2000: für das Album The Screen Behind the Mirror - Norwegen - 1994: für die Single Return to Innocence - 2000: für das Album The Screen Behind the Mirror - Österreich - 1991: für die Single Sadeness (Part I) - 1991: für das Album MCMXC a.D. - 1996: für das Album The Cross of Changes - 1996: für das Album Le roi est mort, vive le roi! - Polen - 1998: für das Album Le roi est mort, vive le roi! - Russland - 2003: für das Album Voyageur - 2008: für das Album Seven Lives Many Faces - Schweden - 1991: für das Album MCMXC a.D. - 1994: für das Album The Cross of Changes - 2000: für das Album The Screen Behind the Mirror - Schweiz - 1996: für das Album Le roi est mort, vive le roi! - 2000: für das Album The Screen Behind the Mirror - Spanien - 1996: für das Album Le roi est mort, vive le roi! - 2001: für das Album LSD – Love Sensuality Devotion: The Greatest Hits - Südafrika - 1996: für das Album The Cross of Changes - Vereinigte Staaten - 1991: für die Single Sadeness (Part I) - 1994: für die Single Return to Innocence - 2001: für das Album The Screen Behind the Mirror - Vereinigtes Königreich - 1996: für das Album Le roi est mort, vive le roi! - 2002: für das Album LSD – Love Sensuality Devotion: The Greatest Hits - 2018: für das Album The Screen Behind the Mirror - 2022: für die Single Return to Innocence | - Frankreich - 1991: für das Album MCMXC a.D. - Argentinien - 2003: für das Videoalbum MCMXC a.D.: The Complete Video Album - Dänemark - 1996: für das Album The Cross of Changes - Deutschland - 1991: für die Single Sadeness (Part I) - 1996: für das Album The Cross of Changes - Europa - 1991: für das Album MCMXC a.D. - 1996: für das Album The Cross of Changes - Griechenland - 1996: für das Album MCMXC a.D. - Hongkong - 1996: für das Album MCMXC a.D. - 1996: für das Album The Cross of Changes - Indonesien - 1996: für das Album MCMXC a.D. - Irland - 1996: für das Album The Cross of Changes - Italien - 1996: für das Album MCMXC a.D. - Kanada - 1997: für das Album Le roi est mort, vive le roi! - Neuseeland - 1997: für das Album Le roi est mort, vive le roi! - Niederlande - 1992: für das Album MCMXC a.D. - 2003: für das Album Le roi est mort, vive le roi! - Norwegen - 1994: für das Album The Cross of Changes - 1996: für das Album MCMXC a.D. - 1997: für das Album Le roi est mort, vive le roi! - Portugal - 1996: für das Album MCMXC a.D. - 1996: für das Album The Cross of Changes - Russland - 2006: für das Album A posteriori - Schweden - 1991: für die Single Sadeness (Part I) - Schweiz - 1994: für das Album The Cross of Changes - Singapur - 1996: für das Album The Cross of Changes - Spanien - 1994: für das Album The Cross of Changes - Südafrika - 1996: für das Album MCMXC a.D. - Vereinigte Staaten - 1999: für das Album Le roi est mort, vive le roi! | - Australien - 1994: für das Album MCMXC a.D. - 1994: für das Album The Cross of Changes - Belgien - 1996: für das Album MCMXC a.D. - Chile - 1996: für das Album MCMXC a.D. - Deutschland - 1996: für das Album MCMXC a.D. - Kanada - 1994: für das Album MCMXC a.D. - 1994: für das Album The Cross of Changes - Malaysia - 1996: für das Album The Cross of Changes - Schweiz - 1991: für das Album MCMXC a.D. - Spanien - 1996: für das Album MCMXC a.D. - Südkorea - 1996: für das Album The Cross of Changes - Taiwan - 1996: für das Album The Cross of Changes - Vereinigte Staaten - 1996: für das Album The Cross of Changes - Vereinigtes Königreich - 2003: für das Album The Cross of Changes - Neuseeland - 1996: für das Album The Cross of Changes - Singapur - 1996: für das Album MCMXC a.D. - Taiwan - 1996: für das Album MCMXC a.D. - Vereinigtes Königreich - 1998: für das Album MCMXC a.D. - Irland - 1996: für das Album MCMXC a.D. - Malaysia - 1996: für das Album MCMXC a.D. - Mexiko - 1996: für das Album MCMXC a.D. - Neuseeland - 1996: für das Album MCMXC a.D. - Südkorea - 1996: für das Album MCMXC a.D. - Vereinigte Staaten - 1999: für das Album MCMXC a.D. |

## Auszeichnungen nach Alben

### A posteriori
| Land/Region     | Auszeichnungen für Musikverkäufe (Land/Region, Auszeichnung, Verkäufe) | Verkäufe |
| --------------- | ---------------------------------------------------------------------- | -------- |
| Russland (NFPF) | Platin                                                                 | 20.000   |
| Insgesamt       | 1× Platin ·                                                            | 20.000   |

### Le roi est mort, vive le roi!
| Land/Region                  | Auszeichnungen für Musikverkäufe (Land/Region, Auszeichnung, Verkäufe) | Verkäufe  |
| ---------------------------- | ---------------------------------------------------------------------- | --------- |
| Australien (ARIA)            | Gold                                                                   | 35.000    |
| Deutschland (BVMI)           | Gold                                                                   | 250.000   |
| Finnland (IFPI)              | Gold                                                                   | 21.236    |
| Frankreich (SNEP)            | Gold                                                                   | 100.000   |
| Hongkong (IFPI/HKRIA)        | Gold                                                                   | 10.000    |
| Kanada (MC)                  | Platin                                                                 | 100.000   |
| Neuseeland (RMNZ)            | Platin                                                                 | 15.000    |
| Niederlande (NVPI)           | Platin                                                                 | 80.000    |
| Norwegen (IFPI)              | Platin                                                                 | 50.000    |
| Österreich (IFPI)            | Gold                                                                   | 25.000    |
| Polen (ZPAV)                 | Gold                                                                   | 50.000    |
| Schweiz (IFPI)               | Gold                                                                   | 25.000    |
| Spanien (Promusicae)         | Gold                                                                   | 50.000    |
| Vereinigte Staaten (RIAA)    | Platin                                                                 | 1.000.000 |
| Vereinigtes Königreich (BPI) | Gold                                                                   | 100.000   |
| Insgesamt                    | 10× Gold · 5× Platin ·                                                 | 1.911.236 |

### LSD – Love Sensuality Devotion: The Greatest Hits
| Land/Region                  | Auszeichnungen für Musikverkäufe (Land/Region, Auszeichnung, Verkäufe) | Verkäufe |
| ---------------------------- | ---------------------------------------------------------------------- | -------- |
| Deutschland (BVMI)           | Gold                                                                   | 150.000  |
| Kanada (MC)                  | Gold                                                                   | 50.000   |
| Neuseeland (RMNZ)            | Gold                                                                   | 7.500    |
| Spanien (Promusicae)         | Gold                                                                   | 50.000   |
| Vereinigtes Königreich (BPI) | Gold                                                                   | 100.000  |
| Insgesamt                    | 5× Gold ·                                                              | 357.500  |

### MCMXC a.D.
| Land/Region                  | Auszeichnungen für Musikverkäufe (Land/Region, Auszeichnung, Verkäufe) | Verkäufe    |
| ---------------------------- | ---------------------------------------------------------------------- | ----------- |
| Argentinien (CAPIF)          | Gold                                                                   | 30.000      |
| Australien (ARIA)            | 2× Platin                                                              | 140.000     |
| Belgien (BRMA)               | 2× Platin                                                              | 100.000     |
| Brasilien (PMB)              | Gold                                                                   | 100.000     |
| Chile (IFPI)                 | 2× Platin                                                              | 50.000      |
| Dänemark (IFPI)              | Gold                                                                   | 25.000      |
| Deutschland (BVMI)           | 2× Platin                                                              | 1.000.000   |
| Europa (IFPI)                | Platin                                                                 | (1.000.000) |
| Frankreich (SNEP)            | 2× Gold                                                                | 200.000     |
| Griechenland (IFPI)          | Platin                                                                 | 60.000      |
| Hongkong (IFPI/HKRIA)        | Platin                                                                 | 20.000      |
| Indonesien (ASIRI)           | Platin                                                                 | 50.000      |
| Irland (IRMA)                | 4× Platin                                                              | 60.000      |
| Israel (IFPI)                | Gold                                                                   | 20.000      |
| Italien (FIMI)               | Platin                                                                 | 100.000     |
| Kanada (MC)                  | 2× Platin                                                              | 200.000     |
| Malaysia (RIM)               | 4× Platin                                                              | 200.000     |
| Mexiko (AMPROFON)            | 4× Platin                                                              | 1.000.000   |
| Neuseeland (RMNZ)            | 4× Platin                                                              | 60.000      |
| Niederlande (NVPI)           | Platin                                                                 | 100.000     |
| Norwegen (IFPI)              | Platin                                                                 | 50.000      |
| Österreich (IFPI)            | Gold                                                                   | 25.000      |
| Portugal (AFP)               | Platin                                                                 | 40.000      |
| Schweden (IFPI)              | Gold                                                                   | 50.000      |
| Schweiz (IFPI)               | 2× Platin                                                              | 100.000     |
| Singapur (RIAS)              | 3× Platin                                                              | 45.000      |
| Spanien (Promusicae)         | 2× Platin                                                              | 200.000     |
| Südafrika (RISA)             | Platin                                                                 | 50.000      |
| Südkorea (KMCA)              | 4× Platin                                                              | 120.000     |
| Taiwan (RIT)                 | 3× Platin                                                              | 150.000     |
| Vereinigte Staaten (RIAA)    | 4× Platin                                                              | 4.000.000   |
| Vereinigtes Königreich (BPI) | 3× Platin                                                              | 900.000     |
| Insgesamt                    | 8× Gold · 56× Platin ·                                                 | 9.243.000   |

### Seven Lives Many Faces
| Land/Region                 | Auszeichnungen für Musikverkäufe (Land/Region, Auszeichnung, Verkäufe) | Verkäufe |
| --------------------------- | ---------------------------------------------------------------------- | -------- |
| Golf-Kooperationsrat (IFPI) | Gold                                                                   | 3.000    |
| Russland (NFPF)             | Gold                                                                   | 10.000   |
| Insgesamt                   | 2× Gold ·                                                              | 13.000   |

### The Cross of Changes
| Land/Region                  | Auszeichnungen für Musikverkäufe (Land/Region, Auszeichnung, Verkäufe) | Verkäufe    |
| ---------------------------- | ---------------------------------------------------------------------- | ----------- |
| Argentinien (CAPIF)          | Gold                                                                   | 30.000      |
| Australien (ARIA)            | 2× Platin                                                              | 140.000     |
| Belgien (BRMA)               | Gold                                                                   | 25.000      |
| Dänemark (IFPI)              | Platin                                                                 | 50.000      |
| Deutschland (BVMI)           | Platin                                                                 | 500.000     |
| Europa (IFPI)                | Platin                                                                 | (1.000.000) |
| Frankreich (SNEP)            | Gold                                                                   | 100.000     |
| Hongkong (IFPI/HKRIA)        | Platin                                                                 | 20.000      |
| Indien (IMI)                 | Gold                                                                   | 30.000      |
| Irland (IRMA)                | Platin                                                                 | 15.000      |
| Israel (IFPI)                | Gold                                                                   | 20.000      |
| Italien (FIMI)               | Gold                                                                   | 50.000      |
| Japan (RIAJ)                 | Gold                                                                   | 100.000     |
| Kanada (MC)                  | 2× Platin                                                              | 200.000     |
| Malaysia (RIM)               | 2× Platin                                                              | 100.000     |
| Mexiko (AMPROFON)            | Gold                                                                   | 100.000     |
| Neuseeland (RMNZ)            | 3× Platin                                                              | 45.000      |
| Niederlande (NVPI)           | Gold                                                                   | 50.000      |
| Norwegen (IFPI)              | Platin                                                                 | 50.000      |
| Österreich (IFPI)            | Gold                                                                   | 25.000      |
| Portugal (AFP)               | Platin                                                                 | 40.000      |
| Schweden (IFPI)              | Gold                                                                   | 50.000      |
| Schweiz (IFPI)               | Platin                                                                 | 50.000      |
| Singapur (RIAS)              | Platin                                                                 | 15.000      |
| Spanien (Promusicae)         | Platin                                                                 | 100.000     |
| Südafrika (RISA)             | Gold                                                                   | 25.000      |
| Südkorea (KMCA)              | 2× Platin                                                              | 60.000      |
| Taiwan (RIT)                 | 2× Platin                                                              | 100.000     |
| Vereinigte Staaten (RIAA)    | 2× Platin                                                              | 2.000.000   |
| Vereinigtes Königreich (BPI) | 2× Platin                                                              | 600.000     |
| Insgesamt                    | 12× Gold · 27× Platin ·                                                | 4.690.000   |

### The Screen Behind the Mirror
| Land/Region                  | Auszeichnungen für Musikverkäufe (Land/Region, Auszeichnung, Verkäufe) | Verkäufe |
| ---------------------------- | ---------------------------------------------------------------------- | -------- |
| Deutschland (BVMI)           | Gold                                                                   | 150.000  |
| Kanada (MC)                  | Gold                                                                   | 50.000   |
| Niederlande (NVPI)           | Gold                                                                   | 40.000   |
| Norwegen (IFPI)              | Gold                                                                   | 25.000   |
| Schweden (IFPI)              | Gold                                                                   | 40.000   |
| Schweiz (IFPI)               | Gold                                                                   | 25.000   |
| Vereinigte Staaten (RIAA)    | Gold                                                                   | 500.000  |
| Vereinigtes Königreich (BPI) | Gold                                                                   | 100.000  |
| Insgesamt                    | 8× Gold ·                                                              | 930.000  |

### Trilogy
| Land/Region                  | Auszeichnungen für Musikverkäufe (Land/Region, Auszeichnung, Verkäufe) | Verkäufe |
| ---------------------------- | ---------------------------------------------------------------------- | -------- |
| Vereinigtes Königreich (BPI) | Silber                                                                 | 60.000   |
| Insgesamt                    | 1× Silber ·                                                            | 60.000   |

### Voyageur
| Land/Region     | Auszeichnungen für Musikverkäufe (Land/Region, Auszeichnung, Verkäufe) | Verkäufe |
| --------------- | ---------------------------------------------------------------------- | -------- |
| Russland (NFPF) | Gold                                                                   | 10.000   |
| Insgesamt       | 1× Gold ·                                                              | 10.000   |

## Auszeichnungen nach Singles

### Mea Culpa (Part II)
| Land/Region       | Auszeichnungen für Musikverkäufe (Land/Region, Auszeichnung, Verkäufe) | Verkäufe |
| ----------------- | ---------------------------------------------------------------------- | -------- |
| Frankreich (SNEP) | Silber                                                                 | 125.000  |
| Insgesamt         | 1× Silber ·                                                            | 125.000  |

### Return to Innocence
| Land/Region                  | Auszeichnungen für Musikverkäufe (Land/Region, Auszeichnung, Verkäufe) | Verkäufe  |
| ---------------------------- | ---------------------------------------------------------------------- | --------- |
| Deutschland (BVMI)           | Gold                                                                   | 250.000   |
| Neuseeland (RMNZ)            | Gold                                                                   | 5.000     |
| Norwegen (IFPI)              | Gold                                                                   | 10.000    |
| Vereinigte Staaten (RIAA)    | Gold                                                                   | 500.000   |
| Vereinigtes Königreich (BPI) | Gold                                                                   | 400.000   |
| Insgesamt                    | 5× Gold ·                                                              | 1.165.000 |

### Sadeness (Part I)
| Land/Region                  | Auszeichnungen für Musikverkäufe (Land/Region, Auszeichnung, Verkäufe) | Verkäufe  |
| ---------------------------- | ---------------------------------------------------------------------- | --------- |
| Australien (ARIA)            | Gold                                                                   | 35.000    |
| Deutschland (BVMI)           | Platin                                                                 | 500.000   |
| Frankreich (SNEP)            | Gold                                                                   | 250.000   |
| Neuseeland (RMNZ)            | Gold                                                                   | 5.000     |
| Niederlande (NVPI)           | Gold                                                                   | 75.000    |
| Österreich (IFPI)            | Gold                                                                   | 25.000    |
| Schweden (IFPI)              | Platin                                                                 | 50.000    |
| Vereinigte Staaten (RIAA)    | Gold                                                                   | 500.000   |
| Vereinigtes Königreich (BPI) | Silber                                                                 | 200.000   |
| Insgesamt                    | 1× Silber · 6× Gold · 2× Platin ·                                      | 1.640.000 |

## Auszeichnungen nach Videoalben

### MCMXC a.D.: The Complete Video Album
| Land/Region         | Auszeichnungen für Musikverkäufe (Land/Region, Auszeichnung, Verkäufe) | Verkäufe |
| ------------------- | ---------------------------------------------------------------------- | -------- |
| Argentinien (CAPIF) | Platin                                                                 | 8.000    |
| Insgesamt           | 1× Platin ·                                                            | 8.000    |

## Statistik und Quellen
| Land/RegionAuszeichnungen für Musikverkäufe (Land/Region, Auszeichnungen, Verkäufe, Quellen) | Silber     | Gold       | Platin       | Verkäufe    | Quellen |
| -------------------------------------------------------------------------------------------- | ---------- | ---------- | ------------ | ----------- | --- |
| Argentinien (CAPIF)                                                                          | —          | 2× Gold2   | Platin1      | 68.000      | capif.org.ar (Memento vom 6. Juli 2011 im Internet Archive) AR2 (Memento vom 31. Mai 2011 im Internet Archive) |
| Australien (ARIA)                                                                            | —          | 2× Gold2   | 4× Platin4   | 350.000     | aria.com.au |
| Belgien (BRMA)                                                                               | —          | Gold1      | 2× Platin2   | 125.000     | Einzelnachweise                                                                                                |
| Brasilien (PMB)                                                                              | —          | Gold1      | —            | 100.000     | pro-musicabr.org.br                                                                                            |
| Chile (IFPI)                                                                                 | —          | —          | 2× Platin2   | 50.000      | Einzelnachweise                                                                                                |
| Dänemark (IFPI)                                                                              | —          | Gold1      | Platin1      | 75.000      | Einzelnachweise                                                                                                |
| Deutschland (BVMI)                                                                           | —          | 4× Gold4   | 4× Platin4   | 2.800.000   | musikindustrie.de                                                                                              |
| Europa (IFPI)                                                                                | —          | —          | 2× Platin2   | (2.000.000) | ifpi.org (Memento vom 1. Januar 2014 im Internet Archive)                                                      |
| Finnland (IFPI)                                                                              | —          | Gold1      | —            | 21.236      | ifpi.fi |
| Frankreich (SNEP)                                                                            | Silber1    | 5× Gold5   | —            | 775.000     | infodisc.fr |
| Golf-Kooperationsrat (IFPI)                                                                  | —          | Gold1      | —            | 3.000       | ifpi.org (Memento vom 10. Oktober 2013 im Internet Archive)                                                    |
| Griechenland (IFPI)                                                                          | —          | —          | Platin1      | 60.000      | Einzelnachweise                                                                                                |
| Hongkong (IFPI/HKRIA)                                                                        | —          | Gold1      | 2× Platin2   | 50.000      | ifpihk.org |
| Indien (IMI)                                                                                 | —          | Gold1      | —            | 30.000      | Einzelnachweise                                                                                                |
| Indonesien (ASIRI)                                                                           | —          | —          | Platin1      | 50.000      | Einzelnachweise                                                                                                |
| Irland (IRMA)                                                                                | —          | —          | 5× Platin5   | 75.000      | Einzelnachweise                                                                                                |
| Israel (IFPI)                                                                                | —          | 2× Gold2   | —            | 40.000      | Einzelnachweise                                                                                                |
| Italien (FIMI)                                                                               | —          | Gold1      | Platin1      | 150.000     | Einzelnachweise                                                                                                |
| Japan (RIAJ)                                                                                 | —          | Gold1      | —            | 100.000     | Einzelnachweise                                                                                                |
| Kanada (MC)                                                                                  | —          | 2× Gold2   | 5× Platin5   | 600.000     | musiccanada.com                                                                                                |
| Malaysia (RIM)                                                                               | —          | —          | 6× Platin6   | 300.000     | Einzelnachweise                                                                                                |
| Mexiko (AMPROFON)                                                                            | —          | Gold1      | 4× Platin4   | 1.100.000   | Einzelnachweise                                                                                                |
| Neuseeland (RMNZ)                                                                            | —          | 3× Gold3   | 8× Platin8   | 138.500     | aotearoamusiccharts.co.nz                                                                                      |
| Niederlande (NVPI)                                                                           | —          | 3× Gold3   | 2× Platin2   | 345.000     | nvpi.nl |
| Norwegen (IFPI)                                                                              | —          | 2× Gold2   | 3× Platin3   | 185.000     | ifpi.no (Memento vom 5. November 2012 im Internet Archive)                                                     |
| Österreich (IFPI)                                                                            | —          | 4× Gold4   | —            | 100.000     | ifpi.at |
| Polen (ZPAV)                                                                                 | —          | Gold1      | —            | 50.000      | olis.pl |
| Portugal (AFP)                                                                               | —          | —          | 2× Platin2   | 80.000      | Einzelnachweise                                                                                                |
| Russland (NFPF)                                                                              | —          | 2× Gold2   | Platin1      | 40.000      | 2m-online.ru (Memento vom 24. Juli 2011 im Internet Archive)                                                   |
| Schweden (IFPI)                                                                              | —          | 3× Gold3   | Platin1      | 190.000     | sverigetopplistan.se                                                                                           |
| Schweiz (IFPI)                                                                               | —          | 2× Gold2   | 3× Platin3   | 200.000     | hitparade.ch                                                                                                   |
| Singapur (RIAS)                                                                              | —          | —          | 4× Platin4   | 60.000      | Einzelnachweise                                                                                                |
| Spanien (Promusicae)                                                                         | —          | 2× Gold2   | 3× Platin3   | 400.000     | elportaldemusica.es ES2                                                                                        |
| Südafrika (RISA)                                                                             | —          | Gold1      | Platin1      | 75.000      | Einzelnachweise                                                                                                |
| Südkorea (KMCA)                                                                              | —          | —          | 6× Platin6   | 180.000     | Einzelnachweise                                                                                                |
| Taiwan (RIT)                                                                                 | —          | —          | 5× Platin5   | 250.000     | Einzelnachweise                                                                                                |
| Vereinigte Staaten (RIAA)                                                                    | —          | 3× Gold3   | 7× Platin7   | 8.500.000   | riaa.com |
| Vereinigtes Königreich (BPI)                                                                 | 2× Silber2 | 4× Gold4   | 5× Platin5   | 2.460.000   | bpi.co.uk |
| Insgesamt                                                                                    | 3× Silber3 | 57× Gold57 | 92× Platin92 |             | |